# Liste griechischer Phrasen/Lambda

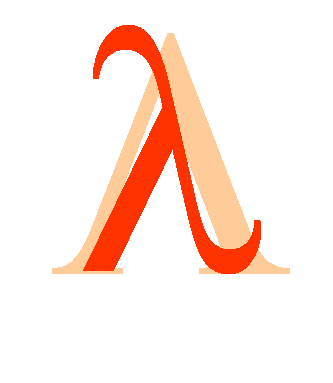
Lambda

## λαβέ – εὑρέ – ἐλθέ – ἰδέ – εἰπέ
λαβέ – εὑρέ – ἐλθέ – ἰδέ – εἰπέ
labé – heuré – elthé – idé – eipé
„Nimm! – Finde! – Komm! – Sieh! – Sag!“
Fünf altgriechische Verben bilden den Imperativ im Aorist unregelmäßig mit Endbetonung:
εἰπέ – ἐλθέ – εὑρέ – ἰδέ – λαβέ
eipé – elthé – heuré – idé – labé
„Sag! – Komm! – Finde! – Sieh! – Nimm!“
Dazugehörige Aorist-Infinitive (in Klammern: Präsens-Infinitive):
- sagen: εἰπεῖν eipein (λέγειν legein)
- kommen: ἐλθεῖν elthein (ἔρχεσθαι erchesthai)
- finden: εὑρεῖν heurein (εὑρίσκειν heuriskein; dazu gehört auch εὕρηκα)
- sehen: ἰδεῖν idein (ὁρᾶν horan [attisch])
- nehmen: λαβεῖν labein (λαμβάνειν lambanein)

Wenn man die Reihenfolge anders wählt:
λαβέ – εὑρέ – ἐλθέ – ἰδέ – εἰπέ labé – heuré – elthé – idé – eipé
… gibt es dafür einen Merkspruch:
„Labet eure Eltern in der Kneipe.“
Für weitere Merksprüche zum Altgriechischen siehe in der Liste von Merksprüchen.

## Λάβετε φάγετε τοῦτό ἐστι τὸ σῶμά μου.

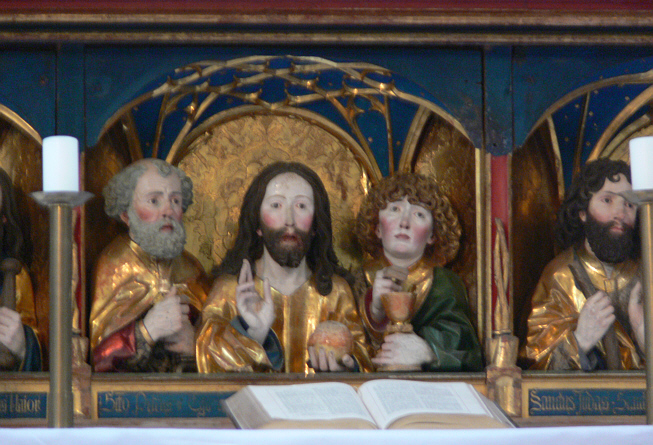
Darstellung des Abendmahls in Blaubeuren

Λάβετε φάγετε τοῦτό ἐστι τὸ σῶμά μου.
Labete phagete touto esti to sōma mou.
„Nehmet, esset; das ist mein Leib.“
Einsetzungsworte des Abendmahls nach dem Evangelium nach Matthäus:

„Da sie aber aßen, nahm Jesus das Brot, dankte und brach’s und gab’s den Jüngern und sprach: Nehmet, esset; das ist mein Leib.“

Die Einsetzungsworte sind für alle christlichen Kirchen, die das Abendmahl feiern, konstitutiv.
Als Einsetzungsbericht bezeichnet man jenen Abschnitt des Eucharistischen Hochgebetes, in dem vom Handeln und Reden Jesu beim Letzten Abendmahl die Rede ist.

## Λάθε βιώσας.
Λάθε βιώσας.
Lathe biōsas.
„Lebe im Verborgenen!“
Das von Plutarch in seiner Schrift Εἰ καλῶς εἴρηται τὸ λάθε βιώσας (Ei kalōs eirētai to lathe biōsas), lateinisch De latenter vivendo (Vom verborgenen Leben), überlieferte Motto der Epikureer galt nicht unter allen Umständen: Wo sie ihre Belange zur Geltung bringen konnten, sollte das auch geschehen. Aber anderseits „erwächst doch die deutlichste Sicherheit aus der Ruhe und dem Rückzug vor den Leuten“, denn die Lehre Epikurs ist auf das individuelle Lebensglück ausgerichtet. Plutarchs Auseinandersetzung mit dem epikureischen Lebensideal ist eine Antithese zu Epikurs Maxime, denn Plutarch hebt die Bedeutung eines öffentlich verantworteten Lebens hervor.
Stephan Hohmann schreibt unter der Überschrift Die Vorfrage nach der Sinnhaftigkeit eines politischen Engagements:

„Charakteristisch für Epikur ist seine "Philosophie der Freude", die die Lust zum höchsten Lebensprinzip erhebt. Der Philosoph sagt selbst "Die Lust ist Ursprung und Ziel des glücklichen Lebens." (Aus dem Brief an Menoikeus) Zu dieser Erkenntnis kam er, nachdem er bei Tieren und kleinen Kindern beobachtet hatte, wie sie immer versuchten, den Zustand größtmöglicher Annehmlichkeiten zu erreichen. Dabei hat diese Betonung der Lust (hedone - ἡδονή) Epikur viele Missverständnisse und Anfeindungen eingebracht. Gemeint ist keineswegs grobsinnliche Lust oder gar Wollust, sondern vielmehr eine Freiheit von Furcht und Schmerz.“

Dieser Vermeidung von Leid entspricht eine Askese auf seelischer Ebene, die Epikur Ataraxie (ἀταραξία), heitere Seelenruhe, nennt. Aus diesem Streben nach Ataraxie folgt, dass der Weise versucht, ungestört von äußeren Einflüssen seine seelische Balance zu finden. Dafür fand Epikur die berühmte Formel „Lebe im Verborgenen!“. Als Vorbild für diese Lebensweise dienen ihm die Götter, die seiner Lehre zufolge zwischen den unendlich vielen Welten („Intermundien“) wohnen, von dort aus aber keinen Einfluss auf das Weltgeschehen nehmen.

## Λακωνικὸν τρόπον
Λακωνικὸν τρόπον
Lakōnikon tropon
„nach lakonischer Art“
Lakonien ist eine Präfektur im Süden der Verwaltungsregion Peloponnes. In der Antike war Lakonien der Name des spartanischen Staates, dessen freie Einwohner Lakonier oder Lakedaimonier genannt wurden. Als lakonisch wird eine knappe aber treffende Ausdrucksweise bezeichnet, die einst als charakteristisch für die Bewohner von Lakonien galt.
Als Philipp II. mit seinem Heer herannahte, sandte er der Legende nach folgende Drohung nach der lakonischen Hauptstadt Sparta:

„Wenn ich euch besiegt habe, werden eure Häuser brennen, eure Städte in Flammen stehen, und eure Frauen zu Witwen werden.“

Darauf antworteten die Spartaner trocken:

„Wenn.“

## Λὰξ ἐπίβα δήμῳ.
Λὰξ ἐπίβα δήμῳ.
Lax epiba dēmō.
„Mit dem Fuß tritt auf das Volk!“
Anfang eines antidemokratischen Verses des Aristokraten Theognis von Megara. Theognis lebte in der Umbruchzeit von der Aristokratie zur Demokratie und musste als Vertreter der Adelsherrschaft in die Verbannung.
Das vollständige Distichon lautet in der deutschen Übersetzung:
Mit dem Fuße tritt auf das Volk, (das) eitlen Sinns, schlag’ es mit der Stachel,

    dem scharfen, und leg’ ihm ein Joch auf, schwer für den Nacken!
Theognis übte auch einen großen Einfluss auf den Philosophen Friedrich Nietzsche aus, der sich in seiner Erstlingsschrift mit dessen 700 Distichen beschäftigte. Dieser Text ist, bis auf die griechischen Originalzitate, vollständig lateinisch abgefasst. Nietzsche behandelt in drei Teilen das Leben des Theognis, die Zeitumstände sowie seine Ansichten über die Götter, die Sitten und über den Staat. Nietzsches wäre wegen Mathematik in Schulpforta durchgefallen und verdankte das Abitur nur der Fürsprache seines Lehrers Corrsens, der sagte:
„Wünschen Sie vielleicht, daß wir den begabtesten Schüler, den Pforta, so lange ich hier bin, gehabt hat, durchfallen lassen?“

## λέγειν τὰ λεγόμενα
λέγειν τὰ λεγόμενα
legein ta legomena
„Überlieferungen überliefern“
Die Wendung stammt aus den Historien des Herodot. Der ganze Satz des Herodot lautet:

«Ἐγὼ δὲ ὀφείλω λέγειν τὰ λεγόμενα, πείθεσθαί γε μὲν οὐ παντάπασι ὀφείλω.»

„Egō de opheilō legein ta legomena, peithesthai ge men ou pantapāsi opheilō.“

„Ich soll Überlieferungen überliefern, aber nicht alles und jedes glauben.“

Der Ausdruck wird sehr oft in einer anderen lateinischen Form zitiert:

“Relata refero”

„Ich berichte Berichtetes.“

„Relata refero“ war auch das Motto der Frankfurter Postzeitung – eine der ersten Zeitungen überhaupt, die vermutlich im Jahr 1615 in Frankfurt am Main gegründet wurde.
Die Wendung wird verwendet, um klarzustellen, dass man selbst den wiedergegebenen Sachverhalt nicht inhaltlich beurteilen kann, da man ihn nur vom Hörensagen kennt.
Lateinische Variation (Plinius der Ältere): „Prodenda, quia prodita“.

## Λεγιὼν ὄνομά μοι.
Λεγιὼν ὄνομά μοι. (∗)
Legiōn onoma moi.
„Mein Name ist Legion.“
(∗)  Seltenere Textvariante: Λεγεὼν Legeōn. 

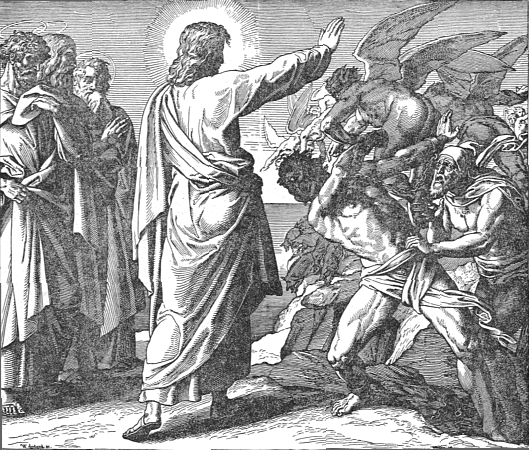
Illustration von Julius Schnorr von Carolsfeld

Im Evangelium nach Markus antwortet der „unsaubere Geist“ auf die Frage nach seinem Namen:

«καὶ ἐπηρώτα αὐτόν· τί ὄνομά σοι; καὶ λέγει αὐτῷ· λεγιὼν ὄνομά μοι, ὅτι πολλοί ἐσμεν.»

„[Jesus] fragte ihn: Wie heißt du? Er antwortete: Mein Name ist Legion; denn wir sind viele.“

Im Evangelium nach Lukas sagt er, er heiße „Legion. Denn es waren viele böse Geister in ihn gefahren.“

«ἐπηρώτησεν δὲ αὐτὸν ὁ Ἰησοῦς· τί σοι ὄνομά ἐστιν; ὁ δὲ εἶπεν· λεγιών, ὅτι εἰσῆλθεν δαιμόνια πολλὰ εἰς αὐτόν.»

„Jesus fragte ihn: Wie heißt du? Er antwortete: Legion. Denn er war von vielen Dämonen besessen.“

Der Dämon Legion, der Dämon von Gadara, war beeindruckt von der Macht Jesu und bat ihn, ihn nicht zurück in die Hölle zu schicken. Jesus trieb die Dämonen aus und kam gleichzeitig ihrer Bitte nach: Er erlaubte ihnen, in eine Schweineherde einzufahren. Die Schweine ertränkten sich daraufhin im See Genezareth.

## Λέγω γὰρ ὑμῖν.
Λέγω γὰρ ὑμῖν.
Lego gar hymin.
„Denn ich sage euch.“

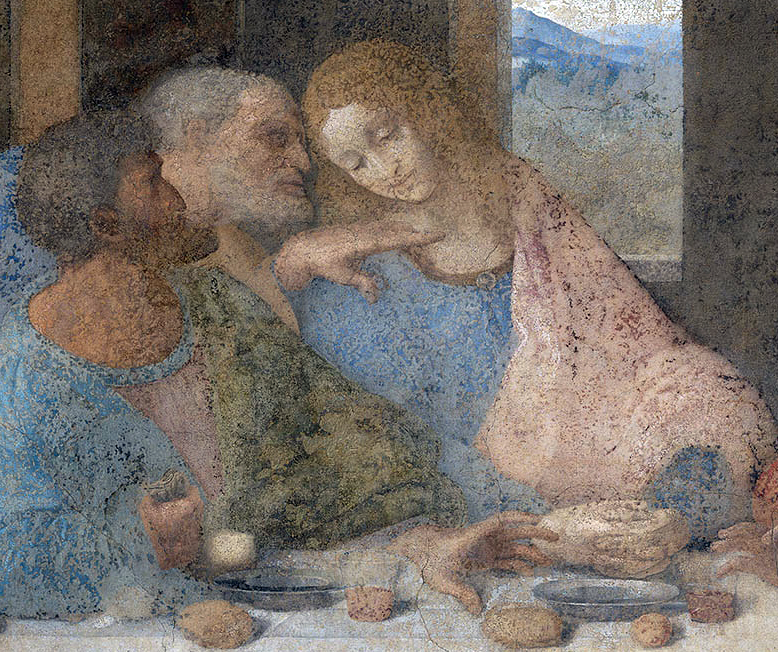
Ausschnitt aus da Vincis Abendmahl: Petrus (Mitte) fragt den Lieblingsjünger Johannes, während Judas distanziert daneben sitzt und im Begriff ist, etwas aus einer Schüssel zu greifen.

Eine Wendung, die Jesus mehrfach im Neuen Testament verwendet, wie zum Beispiel im Evangelium nach Matthäus:

«καὶ ἐσθιόντων αὐτῶν εἶπεν· ἀμὴν λέγω ὑμῖν ὅτι εἷς ἐξ ὑμῶν παραδώσει με.»

„Und als sie aßen, sprach er: Wahrlich, ich sage euch: Einer unter euch wird mich verraten.“

Die Jünger reagierten auf diese Prophezeiung hin entsetzt und fragten: „Herr, bin ich es?“ Jesus aber sagte: „Der mit der Hand mit mir in die Schüssel tauchte, der wird mich verraten.“ Das aber war Judas Ischariot, der scheinheilig fragte: „Bin ich es, Rabbi?“ Und Jesus antwortete ihm: „Du sagst es.“
Es ist diese Szene, die Leonardo da Vinci in seinem Abendmahl darstellte. Während die Jünger bestürzt diskutieren, verharrt Judas unbeweglich. Er ist platziert zwischen dem aufbrausenden Petrus und dem sanften Johannes.

## Λέκτρα δ’ ἀνδρῶν πόθῳ πίµπλαται δακρύµασιν.
Λέκτρα δ’ ἀνδρῶν πόθῳ πίµπλαται δακρύµασιν.
Lektra d’ andrōn pothō pimplatai dakrymasin.
„Die Ehebetten füllen sich durch den Kriegszug der Männer mit Tränen.“
In der Tragödie Die Perser des Dramatikers Aischylos beklagt der Chor der von ihren Männern zurück gelassenen Kriegerfrauen das traurige Schicksal:
λέκτρα δ’ ἀνδρῶν πόθῳ

πίμπλαται δακρύμασιν:

Περσίδες δ’ ἁβροπενθεῖς ἑκά-

στα πόθῳ φιλάνορι

τὸν αἰχμάεντα θοῦρον εὐνα-

τῆρ’ ἀποπεμψαμένα

λείπεται μονόζυξ.
Dies übersetzt der Bremer Schriftsteller Ludwig Wolde folgendermaßen:
Sehnsuchtszähren nach dem

Gatten feuchten die Lager;

Perserfraun, zärtlich trauernd, mannver-

langend, schickten jede doch

Den speerstarken, kampflust’gen Bettge-

fährten hinaus und wohnen

nun einsam im Haus.

## λεοντῆ ἐπὶ κροκωτῷ
λεοντῆ ἐπὶ κροκωτῷ
leontē epi krokōtō
„Löwenfell über Safrankleid“
Diese Phrase bezieht sich auf die Kostümierung, in der Dionysos in dem Drama Die Frösche des Aristophanes in den Hades hinabsteigt. Dionysos trägt ein feines Frauenkleid, über das er ein Löwenfell geworfen hat, damit man ihn für Herakles hält und sich vor ihm fürchtet. Über diese Maskerade macht sich Herakles mit folgenden Worten lustig:

„Ich halt’s nicht aus, ich berste noch vor Lachen! Das Safrankleid, die Löwenhaut darüber!“

Der Humanist Erasmus von Rotterdam kommentiert in seiner Sprichwörtersammlung Adagia:

„Dieses Sprichwort kann man passend auf gewisse Mönche und Professoren anwenden, die äußerlich die Zeichen ihres Standes tragen, im Inneren aber Landsknechtsnaturen sind, oder auf solche, die hinter asketischen Zügen ein verweichlichtes Wesen verbergen.“

## Λήμνια μοχθηρά
Λήμνια μοχθηρά
Lēmnia mochthēra
„Lemnischer Frevel“

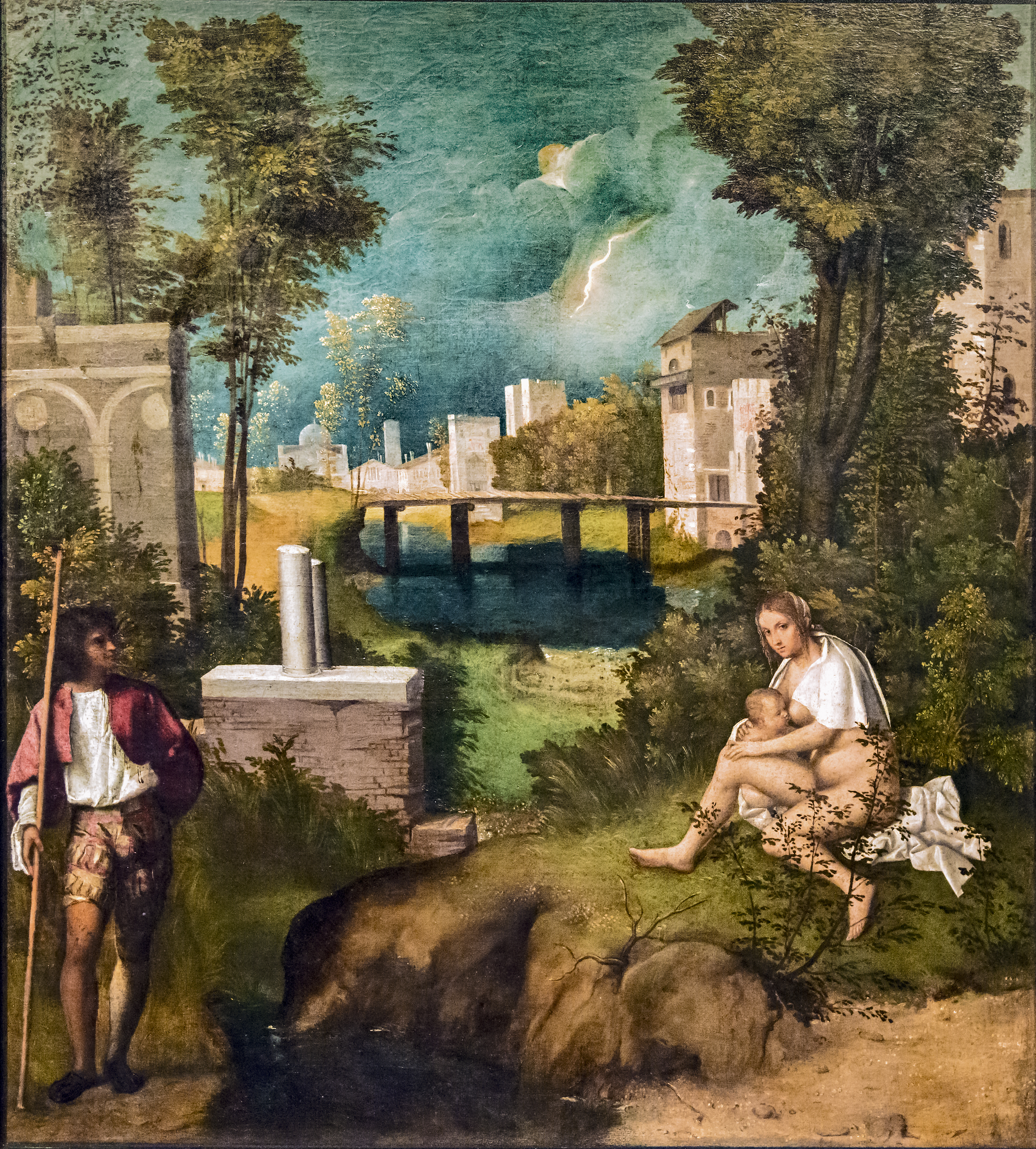
Giorgiones Gemälde Das Gewitter wurde auch als Begegnung von Adrastos und Hypsipyle gesehen

Weil Aphrodite ihre Heiligtümer auf Lemnos vernachlässigt sah, strafte sie alle Frauen der Insel mit übelriechendem Atem. Als Folge blieben ihnen ihre Gatten fern und vergnügten sich stattdessen mit thrakischen Sklavinnen. Die eifersüchtigen Gattinnen brachten daraufhin in einer Nacht alle männlichen Bewohner der Insel um. Allein Thoas wurde von seiner Tochter Hypsipyle versteckt und überlebte.
Als aber die Männer zur Fortpflanzung fehlten, versuchten die Frauen, die Argonauten zum Bleiben zu bewegen, und Königin Hypsipyle spricht zu den Argonauten:

„Fremdlinge, warum weilet ihr so scheu außerhalb unserer Tore? Diese Stadt wird ja nicht von Männern bewohnt, daß ihr euch zu fürchten hättet. Unsere Gatten sind uns treulos geworden; sie sind mit thrakischen Weibern, die sie im Kriege erbeutet, in das Land ihrer Nebenweiber gezogen und haben ihre Söhne und männlichen Diener mit sich genommen; wir aber sind hilflos zurückgeblieben. Darum, wenn es euch gefällt, kehret hier, bei unserem Volke, ein, und magst du, so sollst du an meines Vaters Thoas Statt, die Deinigen und uns beherrschen. Du wirst das Land nicht tadeln, es ist bei weitem die fruchtbarste Insel in diesem Meere.“

Iason, der Anführer der Argonauten, schwängerte Hypsipyle und schwor ihr ewige Treue. Hypsipyle gebar die Zwillinge Euneos und Deipylos. Iason machte sich jedoch davon und vergaß seinen Schwur. Als die Lemnierinnen entdeckten, dass Hypsipyle ihren Vater verschont hatte, vertrieben sie ihre Königin. Sie wurde von Piraten gefangen genommen und an Lykurg, den König von Nemea, verkauft. Hypsipyle wurde daraufhin mit der Erziehung des Kronprinzen betraut. Als die Sieben gegen Theben durch Nemea zogen, zeigte Hypsipyle ihnen eine Quelle und ließ ihr Mündel dabei aus den Augen. Dieses wurde aber von einer Schlange gebissen und starb. Adrastos bewahrte Hypsipyle vor der Rache Lykurgs.

## λίθον ὃν ἀπεδοκίμασαν οἱ οἰκοδομοῦντες

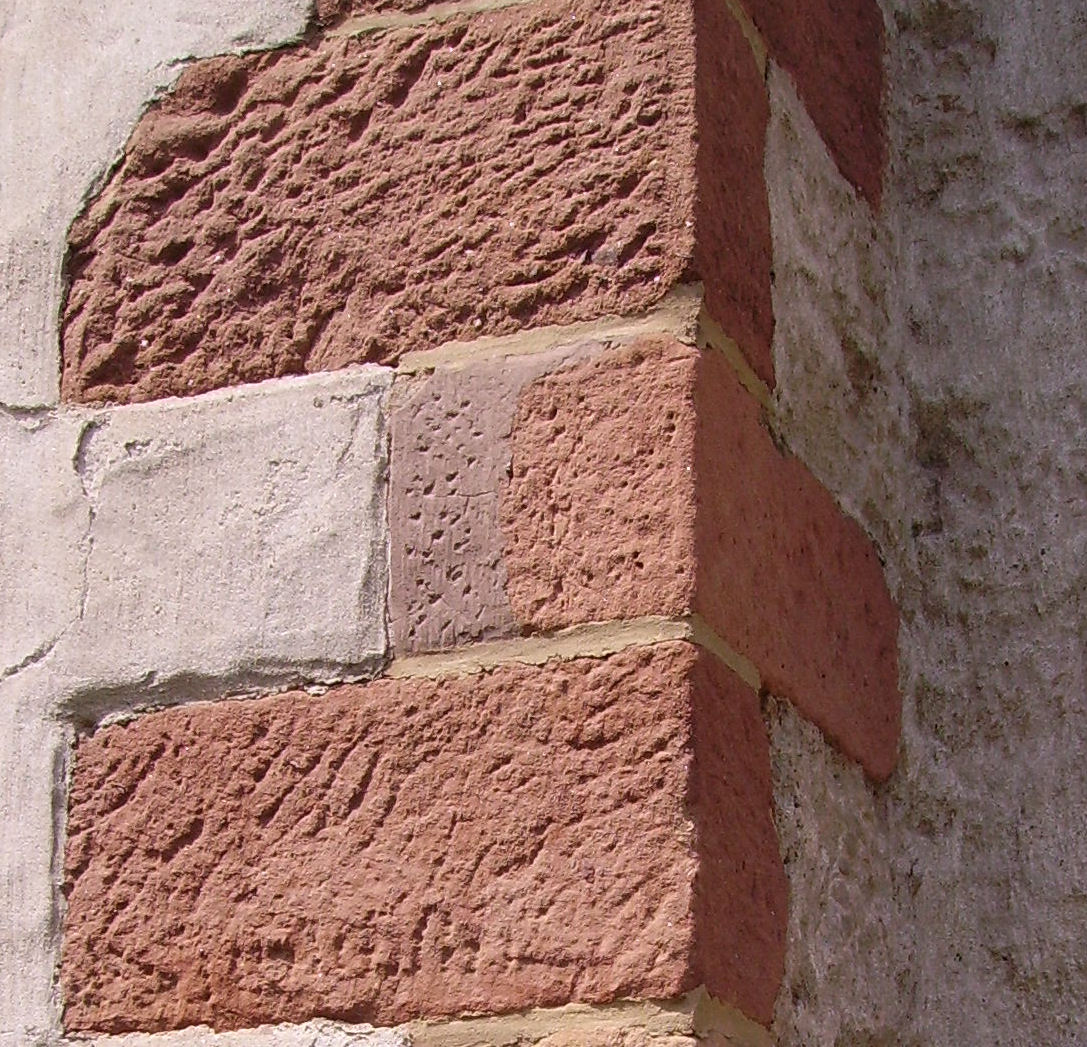
Eckstein an einer Kirche

Λίθον ὃν ἀπεδοκίμασαν οἱ οἰκοδομοῦντες, οὗτος ἐγενήθη εἰς κεφαλὴν γωνίας·
Lithon hon apedokimasan hoi oikodomountes, houtos egenēthē eis kephalēn gōnias;
„Der Stein, den die Bauleute verwarfen, er ist zum Eckstein geworden.“
Der Eckstein ist der wichtigste Stein im ganzen Bau. An ihm werden die anderen Steine ausgerichtet. Im Neuen Testament steht der Eckstein für Jesus Christus. Die Wendung „Der Stein, den die Bauleute verwarfen, er ist zum Eckstein geworden“ kommt mehrfach vor.
Im Evangelium nach Matthäus zitiert Jesus diese Bibelstelle, um damit anzukündigen, dass die Früchte des Reiches Gottes bald nicht mehr allein den Juden gehören werden (Matthäus 21,42 ).
Siehe auch 1. Petrus 2,4–8 , Psalm 118,21-25 , Markus 12,10  und Lukas 20,17 .
Im Brief des Paulus an die Epheser wird dieser Gedanke noch vertieft:

„20 Ihr seid auf das Fundament der Apostel und Propheten gebaut; der Eckstein ist Christus Jesus selbst. 21 In ihm wird der ganze Bau zusammengehalten und wächst zu einem heiligen Tempel im Herrn. 22 Durch ihn werdet auch ihr zu einer Wohnung Gottes im Geist miterbaut.“

## Λιμὴν πέφυκε πᾶσι παιδεία βροτοῖς.
Λιμὴν πέφυκε πᾶσι παιδεία βροτοῖς.
Limēn pephyke pasi paideia brotois.
„Ein Hafen ist die Bildung allen Sterblichen.“
Lateinisch: Omnibus doctrina portus est mortalibus.
Sentenz aus den Monosticha des Dichters Menander, die die Bedeutung der Bildung herausstreicht.
Diese Sentenz ähnelt einer anderen Sentenz Menanders:
„Λιμὴν ἀτυχίας ἐστὶν ἀνθρώποις τέχνη.“
Limēn atychias estin anthrōpois technē.
„Ein Hafen im Unglück für die Menschen ist die Kunst.“
Lateinisch: Ars ipsa inopiae portus est mortalibus oder Ars est hominibus portus infortunii.
Der Humanist Erasmus von Rotterdam schreibt dazu in seiner Sprichwörtersammlung Adagia:

„Wer also klug ist, hält seine Kinder, auch wenn Vermögen im Überfluß vorhanden ist, dazu an, einen Beruf zu erlernen, damit ihnen, wenn das Schicksal ihren Besitz raubt oder wenn sie ins Exil gehen müssen, immer noch etwas bleibt, womit sie ihr Brot verdienen können.“

Im gleichen Zusammenhang steht auch das folgende Zitat des Kynikers Diogenes:

«τὴν παιδείαν […] τοῖς μὲν νέοις σωφροσύνην, τοῖς δὲ πρεσβυτέροις παραμυθίαν, τοῖς δὲ πένησι πλοῦτον, τοῖς δὲ πλουσίοις κόσμον εἶναι.»

„Bildung […] ist für die Jungen Weisheit, für die Alten Ermutigung, für die Armen Reichtum und für die Reichen Schmuck.“

## λόγοι Φιλιππικοί
λόγοι Φιλιππικοί
logoi Philippikoi
„Philippische Reden“

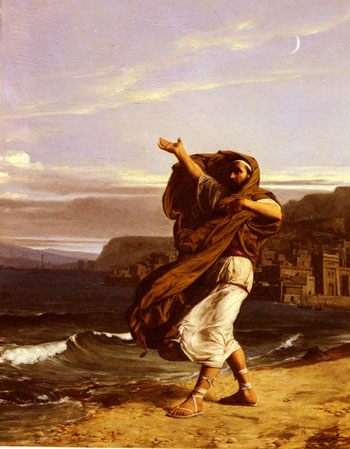
Demosthenes übt am Strand

Der Ausdruck Philippische Reden geht zurück auf die zwischen 351 v. Chr. bis 341 v. Chr. von Demosthenes gehaltenen Reden gegen König Philipp von Makedonien, der Athen bedrohte. Das Wort Philippika bezeichnet eine Angriffs-, Brand-, Straf- oder Kampfrede.
Der römische Politiker Marcus Tullius Cicero wählte die Bezeichnung Philippica für seine Reden gegen Marcus Antonius, den er als eine Bedrohung für die Römische Republik sah. Die Bezeichnung Philippica legte den Gedanken nahe, dass er sich dem größten griechischen Redner Demosthenes ebenbürtig fühlte.
1. Die Erste Rede gegen Philipp entstand vielleicht noch vor der Rede für die Freiheit der Rhodier.
2. Die Zweite Rede gegen Philipp ist ein Bericht über eine Gesandtschaftsreise nach Messene und Argos, zwei Staaten, die bei Philipp Schutz vor Theben und Sparta suchten.
3. Die Dritte Rede gegen Philipp ist die leidenschaftlichste.
4. Die Vierte Rede gegen Philipp diskutierte die Möglichkeit, von den Persern im Kampf gegen Philipp unterstützt zu werden.

## Λόγοις δ’ ἐγὼ φιλοῦσαν οὐ στέργω φίλην.

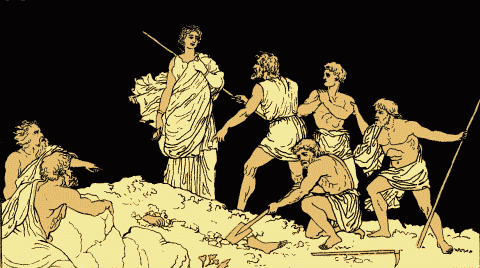
Antigone vor der Leiche ihres Bruders Polyneikes

Λόγοις δ’ ἐγὼ φιλοῦσαν οὐ στέργω φίλην.
Logois d’ egō philousan ou stergō philēn.
„Ich mag nicht Liebe, die mit Worten liebt.“
Zitat aus der Tragödie Antigone des Dichters Sophokles. Die Hauptfigur Antigone sagt diese Worte zu ihrer Schwester Ismene, die ihr die Mithilfe bei der verbotenen Bestattung ihres gemeinsamen Bruders Polyneikes verweigert, sich aber um Antigone ängstigt, die sich dem Verbot des Königs Kreon widersetzt. Für Antigone aber zählen allein die Taten, nicht die Absichten und Gedanken.

## λόγος ψευδὴς εἰκονίζων ἀλήθειαν
λόγος ψευδὴς εἰκονίζων ἀλήθειαν
logos pseudēs eikonizōn alētheian
„eine erfundene Geschichte, die eine Wahrheit enthält“
Beschreibung der Fabel, deren charakteristisches Merkmal die gleichnishafte Rede ist. Eine bestimmte Wahrheit wird dabei in eine erfundene Geschichte gekleidet:
„Μῦθός ἐστι λόγος ψευδὴς εἰκονίζων ἀλήθειαν.“
„Die Fabel ist eine erfundene Geschichte, aus der eine Wahrheit entnommen werden kann.“

## Λοπαδοτεμαχοσελαχο…
Λοπαδοτεμαχοσελαχογαλεοκρανιολειψανοδριμυποτριμματοσιλφιοκαραβομελιτοκατακεχυμενοκιχλεπικοσσυφοφαττοπεριστεραλεκτρυονοπτοκεφαλλιοκιγκλοπελειολαγῳοσιραιοβαφητραγανοπτερύγων
Lopadotemachoselachogaleokranioleipsanodrimhypotrimmatosilphiokarabomelitokatakechymenokichlepikossyphophattoperisteralektryonoptokephalliokinklopeleiolagōosiraiobaphētraganopterygōn
„Austernschneckenlachsmuränenessighonigrahmgekrösebutterdrosselnhasenbratenhahnenkammfasanenkälberhirnfeldtaubensirupheringlerchentrüffelngefüllte Pasteten“ (#)
Das Guinness-Buch der Rekorde verzeichnet dieses fiktive Gericht als längstes Wort der Literatur. Es stammt aus der Komödie Die Weibervolksversammlung des attischen Dichters Aristophanes, ist 78 Silben lang, nennt 17 Zutaten und zeigt vor allem die Freude der Griechen an spielerischen Wortzusammensetzungen.
Die Protagonistin Praxagora fordert: (#)
Hört: Alles wird künftig Gemeingut sein, und allen wird alles gehören,

Sich ernähren wird einer wie alle fortan, nicht Reiche mehr gibt es noch Arme,

Nicht besitzen wird der viele Jucharte Lands und jener kein Plätzchen zum Grabe;

Nicht Sklaven in Meng’ wird halten der ein’ und der andre nicht einen Bedienten,

Nein, allen und jeden gemeinsam sei gleichmäßig in allem das Leben!
Später sagt eine Magd: (#)
Es gibt noch Chier (∗), o die  Füll’! Und sonst

Viel Leckres! Darum macht nicht so lang und kommt

Und wer vom Publikum uns günstig ist,

Und von den Richtern wer nicht seitwärts schielt,

Der komme mit! Wir tischen gern ihm auf!
Dann singt der Chor: (#)
Rüttelt Euren leeren Bauch,

Denn es winken Euch:

Austernschneckenlachsmuränen-

Essighonigrahmgekröse-

Butterdrosselnhasenbraten-

Hahnenkammfasanenkälber-

Hirnfeldtaubensiruphering-

Lerchentrüffelngefüllte Pasteten!

## Λυδία λίθος
Λυδία λίθος
Lydia lithos
„lydischer Stein“
Lateinisch: lapis Lydius

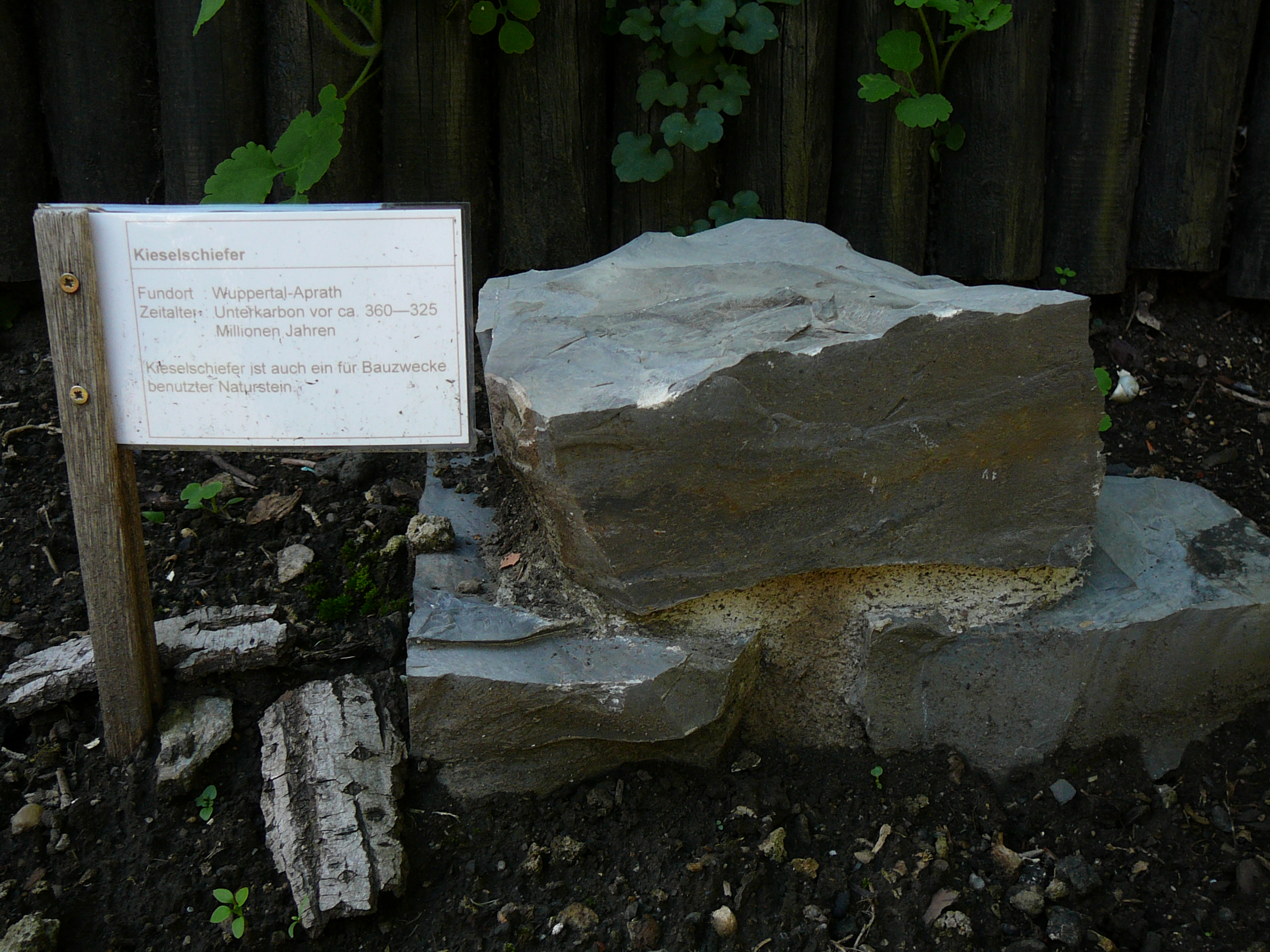
Grauer Kieselschiefer an einem geologischen Lehrpfad in Haan

Der lydische Stein (Lydit, Kieselschiefer) ist ein sehr dunkel – nahezu schwarz – gefärbter Radiolarit, der seit der Antike als Probierstein Verwendung findet.
Damit wurde vor allem die Echtheit von Gold- und Silberlegierungen untersucht.
Die Silberprobe ist eine Strichprobe, bei der ein Silbergegenstand über eine Platte aus Kieselschiefer gezogen wird, so dass ein Silberstrich stehen bleibt. Dann wird die Strichprobe mit den so genannten Probiernadeln verglichen, deren Legierung genau bekannt ist. Diese Art der Silberprobe kam auf, als das Orakel von Delphi bei dem Lyderkönig Krösus auf Bezahlung in purem Silber und Gold bestand.
Der Philosoph Arthur Schopenhauer verfasste über diesen Stein im Jahr 1830 das Gedicht Der lydische Stein, eine Fabel:
Auf einen schwarzen Stein war Gold gerieben;

Ein gelber Strich jedoch war nicht geblieben:

„Dies ist nicht ächtes Gold!“ so riefen Alle.

Man warf es hin, zu schlechterem Metalle.

Es fand sich spät, daß jener Stein, obzwar

Von Farbe schwarz, doch kein Probierstein war.

Hervorgesucht kam jetzt das Gold zu Ehren:

Nur ächter Stein kann ächtes Gold bewähren.
Das 1996 gegründete griechische Lydia Lithos Dance Theatre (neugriechisch Χοροθέατρο Λυδία Λίθος Chorotheatro Lydia Lithos) hat sich diesen Namen gegeben, weil es nach Reinheit strebt wie der lydische Stein, den sein Begründer als den Stein der Weisen betrachtet.

## Λυποῦντα λύπει, καὶ φιλοῦνθ’ ὑπερφίλει.
Λυποῦντα λύπει, καὶ φιλοῦνθ’ ὑπερφίλει.
Lypounta lypei, kai philounth’ hyperphilei.
„Den kränke, der dich kränkt, und liebe den, der liebt!“
Sentenz aus den Monosticha des Dichters Menander, die im Gegensatz zur neutestamentlichen Forderung Jesu nach uneingeschränkter Nächstenliebe steht:

«Ἀλλ’ ὑμῖν λέγω τοῖς ἀκούουσιν· ἀγαπᾶτε τοὺς ἐχθροὺς ὑμῶν, καλῶς ποιεῖτε τοῖς μισοῦσιν ὑμᾶς[.]»

„Aber ich sage euch, die ihr zuhöret: Liebet eure Feinde; tut denen wohl, die euch hassen[.]“

## Λωτοῦ ἔφαγες.
Λωτοῦ ἔφαγες.
Lōtou ephages.
„Du hast Lotos gegessen.“
Lateinisch: Lotum gustasti.

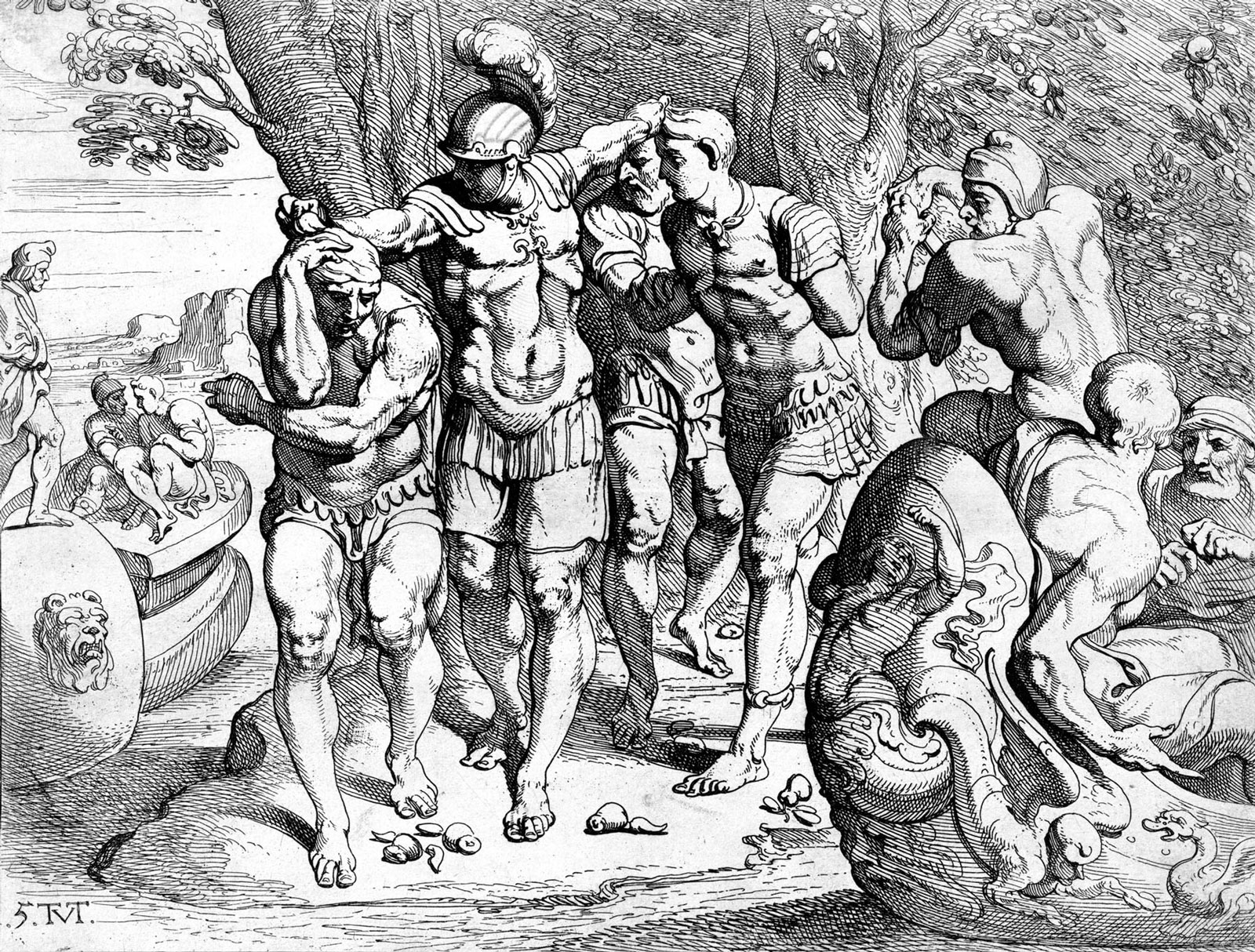
Odysseus bringt seine Gefährten weg von den Lotophagen

Dieser Satz soll bedeuten, dass jemand seine Heimat vergessen hat. Hintergrund ist die Geschichte von den Lotophagen (Λωτοφάγοι Lotophagoi), den „Lotosessern“, die unter unwürdigen Bedingungen leben, sich aber unter dem berauschenden Einfluss der Lotosfrüchte im Paradies wähnen. Das mythische Volk wird daher als Synonym für Selbsttäuschung hergenommen.
Sie werden im 9. Gesang der Odyssee erwähnt: Als Odysseus an Land geht und drei Männer voraus schickt, werden diese von den Lotophagen freundlich empfangen und erhalten als Gastgeschenk Lotos. Darauf vergessen die Männer ihre Heimat und den Zweck ihrer Landung:
Sondern sie gaben ihnen von ihrem Lotos zu kosten.

Doch wer je von der lieblichen Frucht des Lotos genossen,

Brachte nie mehr Botschaft und dachte nimmer an Heimkehr,

Nein, sie wollten inmitten der lotophagischen Männer

Bleiben und Lotus essen und ganz der Heimkehr vergessen.
Der Humanist Erasmus von Rotterdam schreibt in seiner Sprichwörtersammlung Adagia:

„Du hast wohl Lotes gegessen, pflegte man zu sagen, wenn sich einer übermäßig lange in der Fremde aufhielt, gerade als ob er überhaupt nicht mehr an Heimkehr dächte. Nicht unangebracht ist der Ausdruck auch bei Leuten, die, einmal auf den Geschmack des Lasters gekommen, jegliches Interesse an ihrer früheren ernsthaften Tätigkeit verlieren.“